# Хамптон Тауншип (Пенсилванија)
Хамптон Тауншип (енгл. Hampton Township) град је у америчкој савезној држави Пенсилванија.

## Демографија
По попису из 2000. године број становника је 17.526.
| Група             | 2000.          | 2010.    |
| Белци             | 17.046 (97,3%) | 0 (0,0%) |
| Афроамериканци    | 118 (0,7%)     | 0 (0,0%) |
| Азијати           | 215 (1,2%)     | 0 (0,0%) |
| Хиспаноамериканци | 93 (0,5%)      | 0 (0,0%) |
| Укупно            | 17.526         | 0        |